# Đời nhẹ khôn kham
Đời nhẹ khôn kham (nguyên bản tiếng Séc: Nesnesitelná lehkost bytí) là tiểu thuyết của nhà văn Milan Kundera viết năm 1982 và xuất bản lần đầu tiên năm 1984 tại Pháp. Bản tiếng Việt của Trịnh Y Thư (dịch từ bản tiếng Anh The Unbearable Lightness of Being của Michael Henry Heim) xuất bản năm 2002 tại Hoa Kỳ.

## Nội dung

### Nhân vật
- Tomas - Nhân vật chính của tiểu thuyết, một bác sĩ phẫu thuật người Tiệp đào hoa và vui tính, sống chỉ để làm việc như một bác sĩ. Với tư cách một con người, Tomas suy tư và nhập thế ý nghĩa triết học của cái nhẹ tênh. Anh coi tình dục và tình yêu là hai thực thể độc lập, anh ngủ với rất nhiều đàn bà, và chỉ yêu duy nhất một người (Tereza). Anh chẳng thấy rắc rối nào khi hai hành động đó diễn ra đồng thời.
- Tereza  - Người vợ trẻ của Tomas, một nhiếp ảnh gia dịu dàng, cô trở thành phóng viên ảnh phản kháng trong suốt giai đoạn Praha bị chiếm đóng. Cô không hề oán trách Tomas những vụ ngoại tình của anh, ngược lại, cô kết tội mình quá yếu ớt. Tereza tồn tại như một biểu hiện của cái nặng trĩu mà Tomas không dễ dàng trút bỏ.
- Sabina - Người tình đồng thời là bạn thân nhất của Tomas. Cuộc đời cô là ví dụ điển hình cho điều mà Kundera gọi là cái nhẹ tênh. Cô luôn đi tìm sự hài lòng trong hành động phản bội. Cô tuyên chiến chống lại cái kitsch.
- Franz - Người tình của Sabina, một giáo sư đại học tại Genève và là người duy tâm. Franz yêu Sabina, và anh coi cô như đại diện phe đối lập với nhà cầm quyền Tiệp, đại diện cho tự do và lãng mạn. Ngược lại, Sabina coi tất cả những điều đó thuộc về cái kitsch. Franz là mẫu nhân vật giàu lòng trắc ẩn.